# UFC Fight Night 263
UFC Fight Night 263 é um futuro evento de artes marciais mistas produzido pelo Ultimate Fighting Championship que está programado para acontecer em 22 de novembro de 2025, na Arena Ali Bin Hamad Al Attiya em Doha, Catar.

## Contexto
Este evento marcará a estreia da promoção no Catar, que se tornará o 32º país a sediar um evento do UFC (também o terceiro país no Oriente Médio, depois dos Emirados Árabes Unidos e da Arábia Saudita). Havia inicialmente rumores de que o primeiro evento no país ocorreria em 17 de maio no UFC Fight Night: Burns vs. Morales, mas o card foi movido para o UFC Apex em Las Vegas por razões desconhecidas.